# Mistrzostwa Francji w łyżwiarstwie figurowym
Mistrzostwa Francji w łyżwiarstwie figurowym (fr. Championnat de France Elite) – krajowe zawody mistrzowskie we Francji w łyżwiarstwie figurowym organizowane przez francuską federację łyżwiarską. Medale są przyznawane w konkurencji solistów, solistek, par sportowych i tanecznych w kategorii seniorów, juniorów (ang. Junior) i Advanced Novice.
Osiągnięte rezultaty na zawodach krajowych determinują skład reprezentacji Francji na Zimowe Igrzyska Olimpijskie, mistrzostwa świata, mistrzostwa świata juniorów i mistrzostwa Europy.

## Medaliści w kategorii seniorów

### Soliści
| Rok                                                          | Miejsce              | Złoto                  | Srebro              | Brąz                   | Źr.    |
| ------------------------------------------------------------ | -------------------- | ---------------------- | ------------------- | ---------------------- | ------ |
| 1908                                                         | Chamonix             | Louis Magnus           | NO                  | NO                     | [ 1 ]  |
| 1909                                                         | Chamonix             | Louis Magnus           | NO                  | NO                     | [ 1 ]  |
| 1910                                                         | Paryż                | Louis Magnus           | NO                  | NO                     | [ 1 ]  |
| 1911                                                         | Paryż                | Louis Magnus           | NO                  | NO                     | [ 1 ]  |
| 1912                                                         | Paryż                | L. Trugard             | NO                  | NO                     | [ 1 ]  |
| 1913                                                         | Paryż                | Francis Pigueron       | NO                  | NO                     | [ 1 ]  |
| 1914                                                         | Paryż                | José Carvajal          | NO                  | NO                     | [ 1 ]  |
| Zawody nie odbyły się w latach 1915–1919 (I wojna światowa)  |                      |                        |                     |                        |        |
| 1920                                                         | Paryż                | Francis Pigueron       | NO                  | NO                     | [ 1 ]  |
| 1921                                                         | Font-Romeu           | Francis Pigueron       | NO                  | NO                     | [ 1 ]  |
| 1922                                                         | Paryż                | Francis Pigueron       | NO                  | NO                     | [ 1 ]  |
| 1923                                                         | Paryż                | Francis Pigueron       | NO                  | NO                     | [ 1 ]  |
| 1924                                                         | Paryż                | Pierre Brunet          | NO                  | NO                     | [ 1 ]  |
| 1925                                                         | Paryż                | Pierre Brunet          | NO                  | NO                     | [ 1 ]  |
| Konkurencji nie rozegrano w 1926 roku                        |                      |                        |                     |                        |        |
| 1927                                                         | Paryż                | Pierre Brunet          | NO                  | NO                     | [ 1 ]  |
| 1928                                                         | Paryż                | Pierre Brunet          | NO                  | NO                     | [ 1 ]  |
| 1929                                                         | Chamonix             | Pierre Brunet          | NO                  | NO                     | [ 1 ]  |
| 1930                                                         | Mont Revard          | Pierre Brunet          | NO                  | NO                     | [ 1 ]  |
| 1931                                                         | Font-Romeu           | Pierre Brunet          | NO                  | NO                     | [ 1 ]  |
| 1932                                                         | Paryż                | Jean Henrion           | Georges Torchon     | NO                     | [ 1 ]  |
| 1933                                                         | Paryż                | Jean Henrion           | NO                  | NO                     | [ 1 ]  |
| 1934                                                         | Chamonix             | Jean Henrion           | NO                  | NO                     | [ 1 ]  |
| 1935                                                         | Paryż                | Jean Henrion           | NO                  | NO                     | [ 1 ]  |
| 1936                                                         | Paryż                | Jean Henrion           | Jacques Favart      | NO                     | [ 1 ]  |
| 1937                                                         | Paryż                | Jean Henrion           | Jacques Favart      | NO                     | [ 1 ]  |
| 1938                                                         | Paryż                | Jean Henrion           | Jacques Favart      | NO                     | [ 1 ]  |
| 1939                                                         | Paryż                | Jean Henrion           | Jacques Favart      | NO                     | [ 1 ]  |
| Zawody nie odbyły się w latach 1940–1941 (II wojna światowa) |                      |                        |                     |                        |        |
| 1942                                                         | Paryż                | Jacques Favart         | NO                  | NO                     | [ 1 ]  |
| Zawody nie odbyły się w latach 1943–1945 (II wojna światowa) |                      |                        |                     |                        |        |
| 1946                                                         | Paryż                | Paul Gaudin            | Guy Pigier          | NO                     | [ 1 ]  |
| 1947                                                         | Paryż                | Guy Pigier             | NO                  | NO                     | [ 1 ]  |
| 1948                                                         | Paryż                | Guy Pigier             | NO                  | NO                     | [ 1 ]  |
| 1949                                                         | Paryż                | Tony Font              | NO                  | NO                     | [ 1 ]  |
| 1950                                                         | Paryż                | Tony Font              | NO                  | NO                     | [ 1 ]  |
| 1951                                                         | Paryż                | Alain Giletti          | NO                  | NO                     | [ 1 ]  |
| 1952                                                         | Paryż                | Alain Giletti          | NO                  | NO                     | [ 1 ]  |
| 1953                                                         | Paryż                | Alain Giletti          | NO                  | NO                     | [ 1 ]  |
| 1954                                                         | Paryż                | Alain Giletti          | Alain Calmat        | NO                     | [ 1 ]  |
| 1955                                                         | Lyon                 | Alain Giletti          | Alain Calmat        | NO                     | [ 1 ]  |
| 1956                                                         | Boulogne-Billancourt | Alain Giletti          | Alain Calmat        | NO                     | [ 1 ]  |
| 1957                                                         | Boulogne-Billancourt | Alain Giletti          | Alain Calmat        | NO                     | [ 1 ]  |
| 1958                                                         | Boulogne-Billancourt | Alain Calmat           | Alain Giletti       | NO                     | [ 1 ]  |
| 1959                                                         | Boulogne-Billancourt | Alain Giletti          | Alain Calmat        | Brak zawodników        | [ 1 ]  |
| 1960                                                         | Boulogne-Billancourt | Alain Giletti          | Alain Calmat        | NO                     | [ 1 ]  |
| 1961                                                         | Boulogne-Billancourt | Alain Giletti          | Alain Calmat        | Robert Dureville       | [ 1 ]  |
| 1962                                                         | Boulogne-Billancourt | Alain Calmat           | Robert Dureville    | Alain Trouillet        | [ 1 ]  |
| 1963                                                         | Boulogne-Billancourt | Alain Calmat           | Robert Dureville    | Philippe Pélissier     | [ 1 ]  |
| 1964                                                         | Boulogne-Billancourt | Alain Calmat           | Robert Dureville    | Philippe Pélissier     | [ 1 ]  |
| 1965                                                         | Boulogne-Billancourt | Alain Calmat           | Robert Dureville    | Patrick Péra           | [ 1 ]  |
| 1966                                                         | Boulogne-Billancourt | Patrick Péra           | Robert Dureville    | Philippe Pélissier     | [ 1 ]  |
| 1967                                                         | Boulogne-Billancourt | Patrick Péra           | Robert Dureville    | Philippe Pélissier     | [ 1 ]  |
| 1968                                                         | Lyon                 | Patrick Péra           | Philippe Pélissier  | Jacques Mrozek         | [ 1 ]  |
| 1969                                                         | Boulogne-Billancourt | Patrick Péra           | Philippe Pélissier  | Jacques Mrozek         | [ 1 ]  |
| 1970                                                         | Boulogne-Billancourt | Patrick Péra           | Jacques Mrozek      | Didier Gailhaguet      | [ 1 ]  |
| 1971                                                         | Megève               | Patrick Péra           | Jacques Mrozek      | Didier Gailhaguet      | [ 1 ]  |
| 1972                                                         | Chamonix             | Patrick Péra           | Didier Gailhaguet   | Willy Bargauan         | [ 1 ]  |
| 1973                                                         | Strasburg            | Jacques Mrozek         | Pascal Delorme      | Christophe Boyadjian   | [ 1 ]  |
| 1974                                                         | Boulogne-Billancourt | Didier Gailhaguet      | Pascal Delorme      | Gilles Beyer           | [ 1 ]  |
| 1975                                                         | Reims                | Didier Gailhaguet      | Gilles Beyer        | Jean-Christophe Simond | [ 1 ]  |
| 1976                                                         | Asnières             | Jean-Christophe Simond | Gilles Beyer        | Christophe Boyadjian   | [ 1 ]  |
| 1977                                                         | Amiens               | Jean-Christophe Simond | Pierre Lamine       | Gilles Beyer           | [ 1 ]  |
| 1978                                                         | Belfort              | Gilles Beyer           | Michel Lotz         | Christophe Boyadjian   | [ 1 ]  |
| 1979                                                         | Tours                | Jean-Christophe Simond | Michel Lotz         | Patrice Macrez         | [ 1 ]  |
| 1980                                                         | Reims                | Jean-Christophe Simond | Patrice Macrez      | Gilles Beyer           | [ 1 ]  |
| 1981                                                         | Anglet               | Jean-Christophe Simond | Patrice Macrez      | Didier Monge           | [ 1 ]  |
| 1982                                                         | Asnières             | Jean-Christophe Simond | Philippe Paulet     | Didier Monge           | [ 1 ]  |
| 1983                                                         | Bordeaux             | Jean-Christophe Simond | Laurent Depouilly   | Fernand Fédronic       | [ 1 ]  |
| 1984                                                         | Megève               | Jean-Christophe Simond | Laurent Depouilly   | Fernand Fédronic       | [ 1 ]  |
| 1985                                                         | Belfort              | Fernand Fédronic       | Philippe Roncoli    | Laurent Depouilly      | [ 1 ]  |
| 1986                                                         | Franconville         | Laurent Depouilly      | Philippe Roncoli    | Frédéric Harpagès      | [ 1 ]  |
| 1987                                                         | Épinal               | Philippe Roncoli       | Frédéric Harpagès   | Fernand Fédronic       | [ 1 ]  |
| 1988                                                         | Grenoble             | Frédéric Lipka         | Axel Médéric        | Fernand Fédronic       | [ 1 ]  |
| 1989                                                         | Caen                 | Axel Médéric           | Éric Millot         | Nicolas Pétorin        | [ 1 ]  |
| 1990                                                         | Annecy               | Éric Millot            | Philippe Candeloro  | Frédéric Harpagès      | [ 1 ]  |
| 1991                                                         | Reims                | Éric Millot            | Philippe Candeloro  | Nicolas Pétorin        | [ 1 ]  |
| 1992                                                         | Colombes             | Éric Millot            | Nicolas Pétorin     | Philippe Candeloro     | [ 1 ]  |
| 1993                                                         | Grenoble             | Éric Millot            | Philippe Candeloro  | Nicolas Pétorin        | [ 1 ]  |
| 1994                                                         | Grenoble             | Philippe Candeloro     | Éric Millot         | Thierry Cerez          | [ 1 ]  |
| 1995                                                         | Bordeaux             | Philippe Candeloro     | Éric Millot         | Thierry Cerez          | [ 1 ]  |
| 1996                                                         | Albertville          | Philippe Candeloro     | Éric Millot         | Thierry Cerez          | [ 1 ]  |
| 1997                                                         | Amiens               | Philippe Candeloro     | Thierry Cerez       | Laurent Tobel          | [ 1 ]  |
| 1998                                                         | Briançon             | Thierry Cerez          | Laurent Tobel       | Gabriel Monnier        | [ 1 ]  |
| 1999                                                         | Lyon                 | Laurent Tobel          | Vincent Restencourt | Thierry Cerez          | [ 1 ]  |
| 2000                                                         | Courchevel           | Stanick Jeannette      | Gabriel Monnier     | Vincent Restencourt    | [ 1 ]  |
| 2001                                                         | Briançon             | Stanick Jeannette      | Frédéric Dambier    | Vincent Restencourt    | [ 1 ]  |
| 2002                                                         | Grenoble             | Gabriel Monnier        | Frédéric Dambier    | Brian Joubert          | [ 1 ]  |
| 2003                                                         | Asnières-sur-Seine   | Brian Joubert          | Stanick Jeannette   | Frédéric Dambier       | [ 1 ]  |
| 2004                                                         | Briançon             | Brian Joubert          | Frédéric Dambier    | Stanick Jeannette      | [ 1 ]  |
| 2005                                                         | Rennes               | Brian Joubert          | Frédéric Dambier    | Samuel Contesti        | [ 1 ]  |
| 2006                                                         | Besançon             | Brian Joubert          | Samuel Contesti     | Alban Préaubert        | [ 2 ]  |
| 2007                                                         | Orléans              | Brian Joubert          | Yannick Ponsero     | Samuel Contesti        | [ 3 ]  |
| 2008                                                         | Megève               | Brian Joubert          | Yannick Ponsero     | Alban Préaubert        | [ 4 ]  |
| 2009                                                         | Colmar               | Yannick Ponsero        | Florent Amodio      | Alban Préaubert        | [ 5 ]  |
| 2010                                                         | Marsylia             | Florent Amodio         | Yannick Ponsero     | Alban Préaubert        | [ 6 ]  |
| 2011                                                         | Tours                | Brian Joubert          | Florent Amodio      | Alban Préaubert        | [ 7 ]  |
| 2012                                                         | Dammarie-les-Lys     | Brian Joubert          | Florent Amodio      | Chafik Besseghier      | [ 8 ]  |
| 2013                                                         | Strasburg            | Florent Amodio         | Chafik Besseghier   | Romain Ponsart         | [ 9 ]  |
| 2014                                                         | Vaujany              | Florent Amodio         | Brian Joubert       | Chafik Besseghier      | [ 10 ] |
| 2015                                                         | Megève               | Florent Amodio         | Romain Ponsart      | Chafik Besseghier      | [ 11 ] |
| 2016                                                         | Épinal               | Chafik Besseghier      | Florent Amodio      | Simon Hocquaux         | [ 12 ] |
| 2017                                                         | Caen                 | Kévin Aymoz            | Chafik Besseghier   | Romain Ponsart         | [ 13 ] |
| 2018                                                         | Nantes               | Chafik Besseghier      | Kévin Aymoz         | Romain Ponsart         | [ 14 ] |
| 2019                                                         | Vaujany              | Kévin Aymoz            | Adam Siao Him Fa    | Adrien Tesson          | [ 15 ] |
| 2020                                                         | Dunkierka            | Kévin Aymoz            | Adam Siao Him Fa    | Romain Ponsart         | [ 16 ] |
| 2021                                                         | Vaujany              | Kévin Aymoz            | Adam Siao Him Fa    | Romain Ponsart         | [ 17 ] |

### Solistki
| Rok                                                          | Miejsce              | Złoto                            | Srebro                           | Brąz                     | Źr.    |
| ------------------------------------------------------------ | -------------------- | -------------------------------- | -------------------------------- | ------------------------ | ------ |
| 1909                                                         | Chamonix             | Yvonne Lacroix                   | NO                               | NO                       | [ 1 ]  |
| 1910                                                         | Paryż                | Anita Nahmias                    | NO                               | NO                       | [ 1 ]  |
| 1911                                                         | Paryż                | Simone Poujade                   | NO                               | NO                       | [ 1 ]  |
| 1912                                                         | Paryż                | Anita Del Monte-Nahmias          | NO                               | NO                       | [ 1 ]  |
| 1913                                                         | Paryż                | Simone Poujade                   | NO                               | NO                       | [ 1 ]  |
| 1914                                                         | Paryż                | Simone Poujade                   | NO                               | NO                       | [ 1 ]  |
| Zawody nie odbyły się w latach 1915–1919 (I wojna światowa)  |                      |                                  |                                  |                          |        |
| Konkurencji nie rozegrano w 1920 roku                        |                      |                                  |                                  |                          |        |
| 1921                                                         | Paryż                | Andrée Joly                      | NO                               | NO                       | [ 1 ]  |
| 1922                                                         | Paryż                | Andrée Joly                      | NO                               | NO                       | [ 1 ]  |
| 1923                                                         | Paryż                | Andrée Joly                      | NO                               | NO                       | [ 1 ]  |
| 1924                                                         | Paryż                | Andrée Joly                      | NO                               | NO                       | [ 1 ]  |
| 1925                                                         | Paryż                | Andrée Joly                      | NO                               | NO                       | [ 1 ]  |
| 1926                                                         | Paryż                | Andrée Joly                      | NO                               | NO                       | [ 1 ]  |
| 1927                                                         | Paryż                | Andrée Joly                      | NO                               | NO                       | [ 1 ]  |
| 1928                                                         | Paryż                | Andrée Joly                      | NO                               | NO                       | [ 1 ]  |
| 1929                                                         | Chamonix             | Andrée Joly                      | NO                               | NO                       | [ 1 ]  |
| 1930                                                         | Mont Revard          | Gaby Clericetti                  | NO                               | NO                       | [ 1 ]  |
| 1931                                                         | Font-Romeu           | Gaby Clericetti                  | Jacqueline Vaudecrane            | NO                       | [ 1 ]  |
| 1932                                                         | Paryż                | Gaby Clericetti                  | NO                               | NO                       | [ 1 ]  |
| 1933                                                         | Paryż                | Gaby Clericetti                  | NO                               | NO                       | [ 1 ]  |
| 1934                                                         | Chamonix             | Gaby Clericetti                  | NO                               | NO                       | [ 1 ]  |
| 1935                                                         | Paryż                | Gaby Clericetti                  | NO                               | NO                       | [ 1 ]  |
| 1936                                                         | Paryż                | Gaby Clericetti                  | Jacqueline Vaudecrane            | NO                       | [ 1 ]  |
| 1937                                                         | Paryż                | Jacqueline Bossoutrot-Vaudecrane | Gaby Clericetti                  | NO                       | [ 1 ]  |
| 1938                                                         | Paryż                | Jacqueline Bossoutrot-Vaudecrane | NO                               | NO                       | [ 1 ]  |
| 1939                                                         | Paryż                | Betty Hendricqx                  | Jacqueline Bossoutrot-Vaudecrane | NO                       | [ 1 ]  |
| Zawody nie odbyły się w latach 1940–1941 (II wojna światowa) |                      |                                  |                                  |                          |        |
| 1942                                                         | Paryż                | Denise Fayolle                   | NO                               | NO                       | [ 1 ]  |
| Zawody nie odbyły się w latach 1943–1945 (II wojna światowa) |                      |                                  |                                  |                          |        |
| 1946                                                         | Paryż                | Denise Fayolle                   | NO                               | NO                       | [ 1 ]  |
| 1947                                                         | Paryż                | Jacqueline du Bief               | NO                               | NO                       | [ 1 ]  |
| 1948                                                         | Paryż                | Jacqueline du Bief               | NO                               | NO                       | [ 1 ]  |
| 1949                                                         | Paryż                | Jacqueline du Bief               | NO                               | NO                       | [ 1 ]  |
| 1950                                                         | Paryż                | Jacqueline du Bief               | NO                               | NO                       | [ 1 ]  |
| 1951                                                         | Paryż                | Jacqueline du Bief               | NO                               | NO                       | [ 1 ]  |
| 1952                                                         | Paryż                | Jacqueline du Bief               | NO                               | NO                       | [ 1 ]  |
| 1953                                                         | Paryż                | Liliane Caffin-Madaule           | NO                               | NO                       | [ 1 ]  |
| 1954                                                         | Paryż                | Maryvonne Huet                   | NO                               | NO                       | [ 1 ]  |
| 1955                                                         | Lyon                 | Maryvonne Huet                   | Michèle Allard                   | Gilberte Naboudet        | [ 1 ]  |
| 1956                                                         | Boulogne-Billancourt | Michèle Allard                   | Dany Rigoulot                    | Gilberte Naboudet        | [ 1 ]  |
| 1957                                                         | Boulogne-Billancourt | Maryvonne Huet                   | Corinne Altmann                  | NO                       | [ 1 ]  |
| 1958                                                         | Boulogne-Billancourt | Dany Rigoulot                    | Nicole Erdos                     | Nicole Hassler           | [ 1 ]  |
| 1959                                                         | Boulogne-Billancourt | Dany Rigoulot                    | Nicole Hassler                   | Corinne Altmann          | [ 1 ]  |
| 1960                                                         | Boulogne-Billancourt | Nicole Hassler                   | Danièle Giraud                   | NO                       | [ 1 ]  |
| 1961                                                         | Boulogne-Billancourt | Dany Rigoulot                    | Nicole Hassler                   | Danièle Giraud           | [ 1 ]  |
| 1962                                                         | Boulogne-Billancourt | Nicole Hassler                   | Danièle Giraud                   | Laurence Berjoan         | [ 1 ]  |
| 1963                                                         | Boulogne-Billancourt | Nicole Hassler                   | Micheline Joubert                | Geneviève Burdel         | [ 1 ]  |
| 1964                                                         | Boulogne-Billancourt | Nicole Hassler                   | Denise Neanne                    | Geneviève Burdel         | [ 1 ]  |
| 1965                                                         | Boulogne-Billancourt | Nicole Hassler                   | Sylvaine Duban                   | Denise Neanne            | [ 1 ]  |
| 1966                                                         | Boulogne-Billancourt | Nicole Hassler                   | Micheline Joubert                | Denise Neanne            | [ 1 ]  |
| 1967                                                         | Boulogne-Billancourt | Sylvaine Duban                   | Micheline Joubert                | Denise Neanne            | [ 1 ]  |
| 1968                                                         | Lyon                 | Sylvaine Duban                   | Micheline Joubert                | Joëlle Cartaux           | [ 1 ]  |
| 1969                                                         | Boulogne-Billancourt | Joëlle Cartaux                   | Arielle Contamine                | Christiane Duchatel      | [ 1 ]  |
| 1970                                                         | Boulogne-Billancourt | Joëlle Cartaux                   | Arielle Contamine                | Elisabeth Louesdon       | [ 1 ]  |
| 1971                                                         | Megève               | Joëlle Cartaux                   | Marie-Claude Bierre              | Marie-Hèlène Panet       | [ 1 ]  |
| 1972                                                         | Chamonix             | Marie-Claude Bierre              | Joëlle Cartaux                   | Marie-Hèlène Panet       | [ 1 ]  |
| 1973                                                         | Strasburg            | Marie-Claude Bierre              | Christine Strohl                 | Dominique Faure          | [ 1 ]  |
| 1974                                                         | Boulogne-Billancourt | Marie-Claude Bierre              | Marie-Hèlène Panet               | Sabine Fuchs             | [ 1 ]  |
| 1975                                                         | Reims                | Marie-Claude Bierre              | Sabine Fuchs                     | Marie-Reine Le Gougne    | [ 1 ]  |
| 1976                                                         | Asnières             | Marie-Claude Bierre              | Anne-Sophie de Kristoffy         | Sylvie Doulat            | [ 1 ]  |
| 1977                                                         | Amiens               | Marie-Claude Bierre              | Anne-Sophie de Kristoffy         | Marie-Reine Le Gougne    | [ 1 ]  |
| 1978                                                         | Belfort              | Anne-Sophie de Kristoffy         | Isabelle Deneux                  | Sophie Bojé              | [ 1 ]  |
| 1979                                                         | Tours                | Anne-Sophie de Kristoffy         | Cécile Antonelli                 | Véronique Lamarque       | [ 1 ]  |
| 1980                                                         | Reims                | Anne-Sophie de Kristoffy         | Cécile Antonelli                 | Béatrice Farinacci       | [ 1 ]  |
| 1981                                                         | Anglet               | Cécile Antonelli                 | Béatrice Farinacci               | Anne-Sophie de Kristoffy | [ 1 ]  |
| 1982                                                         | Asnières             | Béatrice Farinacci               | Anne-Sophie de Kristoffy         | Sophie Cuissot           | [ 1 ]  |
| 1983                                                         | Bordeaux             | Agnès Gosselin                   | Béatrice Farinacci               | Sophie Cuissot           | [ 1 ]  |
| 1984                                                         | Megève               | Agnès Gosselin                   | Nathalie Duquesne                | Sophie Cuissot           | [ 1 ]  |
| 1985                                                         | Belfort              | Agnès Gosselin                   | Florence Copp                    | Nathalie Duquesne        | [ 1 ]  |
| 1986                                                         | Franconville         | Agnès Gosselin                   | Florence Copp                    | Nathalie Duquesne        | [ 1 ]  |
| 1987                                                         | Épinal               | Agnès Gosselin                   | Florence Albert                  | Florence Copp            | [ 1 ]  |
| 1988                                                         | Grenoble             | Agnès Gosselin                   | Claude Péri                      | Sandrine Bache           | [ 1 ]  |
| 1989                                                         | Caen                 | Surya Bonaly                     | Claude Péri                      | Sandra Garde             | [ 1 ]  |
| 1990                                                         | Annecy               | Surya Bonaly                     | Laetitia Hubert                  | Sandra Garde             | [ 1 ]  |
| 1991                                                         | Reims                | Surya Bonaly                     | Laetitia Hubert                  | Cécile Tribolet          | [ 1 ]  |
| 1992                                                         | Colombes             | Surya Bonaly                     | Laetitia Hubert                  | Marie-Pierre Leray       | [ 1 ]  |
| 1993                                                         | Grenoble             | Surya Bonaly                     | Marie-Pierre Leray               | Laetitia Hubert          | [ 1 ]  |
| 1994                                                         | Grenoble             | Surya Bonaly                     | Marie-Pierre Leray               | Laetitia Hubert          | [ 1 ]  |
| 1995                                                         | Bordeaux             | Surya Bonaly                     | Marie-Pierre Leray               | Laetitia Hubert          | [ 1 ]  |
| 1996                                                         | Albertville          | Surya Bonaly                     | Véronique Fleury                 | Malika Tahir             | [ 1 ]  |
| 1997                                                         | Amiens               | Surya Bonaly                     | Vanessa Gusmeroli                | Gwenaëlle Jullien        | [ 1 ]  |
| 1998                                                         | Briançon             | Laetitia Hubert                  | Surya Bonaly                     | Vanessa Gusmeroli        | [ 1 ]  |
| 1999                                                         | Lyon                 | Laetitia Hubert                  | Vanessa Gusmeroli                | Christelle Miro          | [ 1 ]  |
| 2000                                                         | Courchevel           | Vanessa Gusmeroli                | Gwenaëlle Jullien                | Julie Cortial            | [ 1 ]  |
| 2001                                                         | Briançon             | Vanessa Gusmeroli                | Laetitia Hubert                  | Christelle Miro          | [ 1 ]  |
| 2002                                                         | Grenoble             | Vanessa Gusmeroli                | Laetitia Hubert                  | Anne-Sophie Calvez       | [ 1 ]  |
| 2003                                                         | Asnières-sur-Seine   | Candice Didier                   | Anne-Sophie Calvez               | Christelle Miro          | [ 1 ]  |
| 2004                                                         | Briançon             | Candice Didier                   | Anne-Sophie Calvez               | Gwendoline Didier        | [ 1 ]  |
| 2005                                                         | Rennes               | Nadège Bobillier                 | Anne-Sophie Calvez               | Laura Dutertre           | [ 1 ]  |
| 2006                                                         | Besançon             | Nadège Bobillier                 | Celine Lacour                    | Laura Dutertre           | [ 18 ] |
| 2007                                                         | Orléans              | Anne-Sophie Calvez               | Candice Didier                   | Laura Dutertre           | [ 19 ] |
| 2008                                                         | Megève               | Gwendoline Didier                | Chloé Dépouilly                  | Julie Cagnon             | [ 20 ] |
| 2009                                                         | Colmar               | Candice Didier                   | Maé-Bérénice Méité               | Sandra Sitbon            | [ 21 ] |
| 2010                                                         | Marsylia             | Léna Marrocco                    | Maé-Bérénice Méité               | Gwendoline Didier        | [ 22 ] |
| 2011                                                         | Tours                | Yrétha Silété                    | Lénaëlle Gilleron-Gorry          | Maé-Bérénice Méité       | [ 23 ] |
| 2012                                                         | Dammarie-les-Lys     | Yrétha Silété                    | Maé-Bérénice Méité               | Anaïs Ventard            |        |
| 2013                                                         | Strasburg            | Anaïs Ventard                    | Maé-Bérénice Méité               | Laurine Lecavelier       | [ 24 ] |
| 2014                                                         | Vaujany              | Maé-Bérénice Méité               | Laurine Lecavelier               | Anaïs Ventard            | [ 25 ] |
| 2015                                                         | Megève               | Maé-Bérénice Méité               | Laurine Lecavelier               | Léa Serna                | [ 26 ] |
| 2016                                                         | Épinal               | Maé-Bérénice Méité               | Laurine Lecavelier               | Alizée Crozet            | [ 27 ] |
| 2017                                                         | Caen                 | Laurine Lecavelier               | Maé-Bérénice Méité               | Alizée Crozet            | [ 28 ] |
| 2018                                                         | Nantes               | Maé-Bérénice Méité               | Laurine Lecavelier               | Léa Serna                | [ 29 ] |
| 2019                                                         | Vaujany              | Maé-Bérénice Méité               | Laurine Lecavelier               | Julie Froetscher         | [ 30 ] |
| 2020                                                         | Dunkierka            | Maé-Bérénice Méité               | Maïa Mazzara                     | Léa Serna                | [ 31 ] |
| 2021                                                         | Vaujany              | Léa Serna                        | Maïa Mazzara                     | Lola Ghozali             | [ 32 ] |

### Pary sportowe
| Rok                                                          | Miejsce              | Złoto                                         | Srebro                                        | Brąz                                  | Źr.    |
| ------------------------------------------------------------ | -------------------- | --------------------------------------------- | --------------------------------------------- | ------------------------------------- | ------ |
| 1911                                                         | Paryż                | Aysagher / Charles Sabouret                   | NO                                            | NO                                    | [ 1 ]  |
| 1912                                                         | Paryż                | Anita Del Monte / Louis Magnus                | NO                                            | NO                                    | [ 1 ]  |
| 1913                                                         | Paryż                | Simone Poujade / Francis Pigueron             | NO                                            | NO                                    | [ 1 ]  |
| 1914                                                         | Paryż                | Simone Poujade / Francis Pigueron             | NO                                            | NO                                    | [ 1 ]  |
| Zawody nie odbyły się w latach 1915–1919 (I wojna światowa)  |                      |                                               |                                               |                                       |        |
| Konkurencji nie rozegrano w 1920 roku                        |                      |                                               |                                               |                                       |        |
| 1921                                                         | Paryż                | Simone Poujade / Francis Pigueron             | NO                                            | NO                                    | [ 1 ]  |
| 1922                                                         | Paryż                | Yvonne Bourgeois / Francis Pigueron           | NO                                            | NO                                    | [ 1 ]  |
| 1923                                                         | Paryż                | Yvonne Bourgeois / Francis Pigueron           | NO                                            | NO                                    | [ 1 ]  |
| 1924                                                         | Paryż                | Andrée Joly / Pierre Brunet                   | NO                                            | NO                                    | [ 1 ]  |
| 1925                                                         | Paryż                | Andrée Joly / Pierre Brunet                   | NO                                            | NO                                    | [ 1 ]  |
| 1926                                                         | Paryż                | Andrée Joly / Pierre Brunet                   | NO                                            | NO                                    | [ 1 ]  |
| 1927                                                         | Paryż                | Andrée Joly / Pierre Brunet                   | NO                                            | NO                                    | [ 1 ]  |
| 1928                                                         | Paryż                | Andrée Joly / Pierre Brunet                   | NO                                            | NO                                    | [ 1 ]  |
| 1929                                                         | Chamonix             | Andrée Joly / Pierre Brunet                   | NO                                            | NO                                    | [ 1 ]  |
| 1930                                                         | Mont Revard          | Andrée Brunet / Pierre Brunet                 | NO                                            | NO                                    | [ 1 ]  |
| 1931                                                         | Font-Romeu           | Andrée Brunet / Pierre Brunet                 | NO                                            | NO                                    | [ 1 ]  |
| 1932                                                         | Paryż                | Andrée Brunet / Pierre Brunet                 | NO                                            | NO                                    | [ 1 ]  |
| 1933                                                         | Paryż                | Andrée Brunet / Pierre Brunet                 | NO                                            | NO                                    | [ 1 ]  |
| 1934                                                         | Chamonix             | Elvire Barbey / Louis Barbey                  | NO                                            | NO                                    | [ 1 ]  |
| 1935                                                         | Paryż                | Andrée Brunet / Pierre Brunet                 | NO                                            | NO                                    | [ 1 ]  |
| 1936                                                         | Paryż                | Elvire Barbey / Louis Barbey                  | NO                                            | NO                                    | [ 1 ]  |
| 1937                                                         | Paryż                | Suzy Boulesteix / Jean Henrion                | NO                                            | NO                                    | [ 1 ]  |
| 1938                                                         | Paryż                | Suzy Boulesteix / Jean Henrion                | NO                                            | NO                                    | [ 1 ]  |
| 1939                                                         | Paryż                | Soumi Sakomoto / Guy Pigier                   | NO                                            | NO                                    | [ 1 ]  |
| Zawody nie odbyły się w latach 1940–1941 (II wojna światowa) |                      |                                               |                                               |                                       |        |
| 1942                                                         | Paryż                | Denise Fayolle / Guy Pigier                   | NO                                            | NO                                    | [ 1 ]  |
| Zawody nie odbyły się w latach 1943–1945 (II wojna światowa) |                      |                                               |                                               |                                       |        |
| 1946                                                         | Paryż                | Denise Favart / Jacques Favart                | NO                                            | NO                                    | [ 1 ]  |
| 1947                                                         | Paryż                | Denise Favart / Jacques Favart                | Denise Fayolle / Guy Pigier                   | NO                                    | [ 1 ]  |
| 1948                                                         | Paryż                | Denise Favart / Jacques Favart                | NO                                            | NO                                    | [ 1 ]  |
| 1949                                                         | Paryż                | Denise Favart / Jacques Favart                | NO                                            | NO                                    | [ 1 ]  |
| 1950                                                         | Paryż                | Jacqueline du Bief / Tony Font                | NO                                            | NO                                    | [ 1 ]  |
| 1951                                                         | Paryż                | Jacqueline du Bief / Tony Font                | NO                                            | NO                                    | [ 1 ]  |
| Konkurencji nie rozegrano w 1952 roku                        |                      |                                               |                                               |                                       |        |
| 1953                                                         | Paryż                | Nadine Damien / Jean Vives                    | NO                                            | NO                                    | [ 1 ]  |
| 1954                                                         | Paryż                | Colette Tarozzi / Jean Vives                  | NO                                            | NO                                    | [ 1 ]  |
| Konkurencji nie rozegrano w 1955 roku                        |                      |                                               |                                               |                                       |        |
| 1956                                                         | Boulogne-Billancourt | Michèle Allard / Alain Giletti                | Colette Tarozzi / Jean Vives                  | NO                                    | [ 1 ]  |
| 1957                                                         | Boulogne-Billancourt | Colette Tarozzi / Jean Vives                  | NO                                            | NO                                    | [ 1 ]  |
| 1958                                                         | Boulogne-Billancourt | Anny Hirsch / Jean Vives                      | NO                                            | NO                                    | [ 1 ]  |
| 1959                                                         | Boulogne-Billancourt | Anny Hirsch / Jean Vives                      | Brak zawodników                               | Brak zawodników                       | [ 1 ]  |
| 1960                                                         | Boulogne-Billancourt | Micheline Joubert / Philippe Pélissier        | NO                                            | NO                                    | [ 1 ]  |
| 1961                                                         | Boulogne-Billancourt | Micheline Joubert / Philippe Pélissier        | NO                                            | NO                                    | [ 1 ]  |
| 1962                                                         | Boulogne-Billancourt | Micheline Joubert / Philippe Pélissier        | NO                                            | NO                                    | [ 1 ]  |
| Konkurencji nie rozegrano w 1963 roku                        |                      |                                               |                                               |                                       |        |
| 1964                                                         | Boulogne-Billancourt | Micheline Joubert/ Alain Trouillet            | Noëlle Santerne / Yvan Le Théry               | NO                                    | [ 1 ]  |
| 1965                                                         | Boulogne-Billancourt | Noëlle Santerne / Yvan Le Théry               | NO                                            | NO                                    | [ 1 ]  |
| 1966                                                         | Boulogne-Billancourt | Noëlle Santerne / Yvan Le Théry               | Anny Hirsch / Jean Vives                      | NO                                    | [ 1 ]  |
| 1967                                                         | Boulogne-Billancourt | Fabienne Etlensperger / Jean-Roland Racle     | Noëlle Santerne / Yvan Le Théry               | NO                                    | [ 1 ]  |
| 1968                                                         | Lyon                 | Fabienne Etlensperger / Jean-Roland Racle     | Florence Cahn / Jean-Pierre Rondel            | Chantal Malderez / Gerard Malderez    | [ 1 ]  |
| 1969                                                         | Boulogne-Billancourt | Mona Szabo / Pierre Szabo                     | Florence Cahn / Jean-Pierre Rondel            | Chantal Malderez / Gerard Malderez    | [ 1 ]  |
| 1970                                                         | Boulogne-Billancourt | Mona Szabo / Pierre Szabo                     | NO                                            | NO                                    | [ 1 ]  |
| 1971                                                         | Megève               | Florence Cahn / Jean-Roland Racle             | Pascale Kovelmann / Jean-Pierre Rondel        | NO                                    | [ 1 ]  |
| 1972                                                         | Chamonix             | Florence Cahn / Jean-Roland Racle             | Pascale Kovelmann / Jean-Pierre Rondel        | NO                                    | [ 1 ]  |
| 1973                                                         | Strasburg            | Florence Cahn / Jean-Roland Racle             | Pascale Kovelmann / Jean-Pierre Rondel        | NO                                    | [ 1 ]  |
| 1974                                                         | Boulogne-Billancourt | Florence Cahn / Jean-Roland Racle             | Pascale Kovelmann / Jean-Pierre Rondel        | Catherine Brunet / Philippe Brunet    | [ 1 ]  |
| 1975                                                         | Reims                | Pascale Kovelmann / Jean-Roland Racle         | Véronique Levan / Philippe Ramon              | NO                                    | [ 1 ]  |
| 1976                                                         | Asnières             | Caroline Verchère / Jean-Pierre Rondel        | Sabine Fuchs / Xavier Videau                  | Catherine Brunet / Philippe Brunet    | [ 1 ]  |
| 1977                                                         | Amiens               | Sabine Fuchs / Xavier Videau                  | Catherine Brunet / Philippe Brunet            | Véronique Levan / Philippe Ramon      | [ 1 ]  |
| 1978                                                         | Belfort              | Sabine Fuchs / Xavier Videau                  | Catherine Brunet / Philippe Brunet            | NO                                    | [ 1 ]  |
| 1979                                                         | Tours                | Sabine Fuchs / Xavier Videau                  | Catherine Brunet / Philippe Brunet            | NO                                    | [ 1 ]  |
| 1980                                                         | Reims                | Hélène Glabek / Xavier Videau                 | Katia Dubec / Xavier Douillard                | Catherine Brunet / Philippe Brunet    | [ 1 ]  |
| 1981                                                         | Anglet               | Nathalie Tortel / Xavier Videau               | Nathalie Borini / Gilles Chauvet              | Catherine Brunet / Philippe Brunet    | [ 1 ]  |
| 1982                                                         | Asnières             | Nathalie Tortel / Xavier Videau               | Cathy Gallière / Lionel Delieutraz            | NO                                    | [ 1 ]  |
| 1983                                                         | Bordeaux             | Nathalie Tortel / Xavier Douillard            | Cathy Gallière / Lionel Delieutraz            | NO                                    | [ 1 ]  |
| 1984                                                         | Megève               | Sylvie Vaquero / Didier Manaud                | Christine Plisson / Gilles Chauvet            | Brak zawodników                       | [ 1 ]  |
| 1985                                                         | Belfort              | Sylvie Vaquero / Didier Manaud                | Astrid Cordeau / Guy Renault                  | Brak zawodników                       | [ 1 ]  |
| 1986                                                         | Franconville         | Sylvie Vaquero / Didier Manaud                | Christine Plisson / Gilles Chauvet            | Celine Cloix / Nicolas Desquenne      | [ 1 ]  |
| 1987                                                         | Épinal               | Charline Mauger / Benoît Vandenberghe         | Sylvie Vaquero / Didier Manaud                | Christine Plisson / Gilles Chauvet    | [ 1 ]  |
| 1988                                                         | Grenoble             | Valérie Binsse / Jean-Christophe Mbonyinshuti | Brak zawodników                               | Brak zawodników                       | [ 1 ]  |
| 1989                                                         | Caen                 | Surya Bonaly / Benoît Vandenberghe            | Valérie Binsse / Jean-Christophe Mbonyinshuti | Brak zawodników                       | [ 1 ]  |
| Konkurencji nie rozegrano w latach 1990–1991                 |                      |                                               |                                               |                                       |        |
| 1992                                                         | Colombes             | Line Haddad / Sylvain Privé                   | Brak zawodników                               | Brak zawodników                       | [ 1 ]  |
| 1993                                                         | Grenoble             | Marie-Pierre Leray / Frédéric Lipka           | Sarah Abitbol / Stéphane Bernadis             | Line Haddad / Sylvain Privé           | [ 1 ]  |
| 1994                                                         | Grenoble             | Sarah Abitbol / Stéphane Bernadis             | Line Haddad / Sylvain Privé                   | Sophie Guestault / François Guestault | [ 1 ]  |
| 1995                                                         | Bordeaux             | Sarah Abitbol / Stéphane Bernadis             | Line Haddad / Sylvain Privé                   | Emilie Gras / Frédéric Lipka          | [ 1 ]  |
| 1996                                                         | Albertville          | Sarah Abitbol / Stéphane Bernadis             | Line Haddad / Sylvain Privé                   | Sophie Guestault / François Guestault | [ 1 ]  |
| 1997                                                         | Amiens               | Sarah Abitbol / Stéphane Bernadis             | Sophie Guestault / François Guestault         | Alexandra Roger / Vivien Roland       | [ 1 ]  |
| 1998                                                         | Briançon             | Sarah Abitbol / Stéphane Bernadis             | Line Haddad / Sylvain Privé                   | Alexandra Roger / Vivien Roland       | [ 1 ]  |
| 1999                                                         | Lyon                 | Sarah Abitbol / Stéphane Bernadis             | Brak zawodników                               | Brak zawodników                       | [ 1 ]  |
| 2000                                                         | Courchevel           | Sarah Abitbol / Stéphane Bernadis             | Catherine Huc / Vivien Rolland                | Brak zawodników                       | [ 1 ]  |
| 2001                                                         | Briançon             | Sarah Abitbol / Stéphane Bernadis             | Sabrina Lefrançois / Jérôme Blanchard         | Marie-Pierre Leray / Nicolas Osseland | [ 1 ]  |
| 2002                                                         | Grenoble             | Sarah Abitbol / Stéphane Bernadis             | Marie-Pierre Leray / Nicolas Osseland         | Lucie Stadelman / Yannick Bonheur     | [ 1 ]  |
| 2003                                                         | Asnières-sur-Seine   | Sarah Abitbol / Stéphane Bernadis             | Sabrina Lefrançois / Jérôme Blanchard         | Marylin Pla / Yannick Bonheur         | [ 1 ]  |
| 2004                                                         | Briançon             | Sabrina Lefrançois / Jérôme Blanchard         | Marylin Pla / Yannick Bonheur                 | Brak zawodników                       | [ 1 ]  |
| 2005                                                         | Rennes               | Marylin Pla / Yannick Bonheur                 | Coralie Zielinski / Jean Louis Lacaille       | Brak zawodników                       | [ 1 ]  |
| 2006                                                         | Besançon             | Marylin Pla / Yannick Bonheur                 | Rienata Arasłanowa / Jérôme Blanchard         | Mélodie Chataigner / Medhi Bouzzine   | [ 33 ] |
| 2007                                                         | Orléans              | Marylin Pla / Yannick Bonheur                 | Adeline Canac / Maximin Coia                  | Mélodie Chataigner / Medhi Bouzzine   | [ 34 ] |
| 2008                                                         | Megève               | Adeline Canac / Maximin Coia                  | Mélodie Chataigner / Medhi Bouzzine           | Camille Foucher / Bruno Massot        | [ 35 ] |
| 2009                                                         | Colmar               | Adeline Canac / Maximin Coia                  | Mélodie Chataigner / Medhi Bouzzine           | Camille Foucher / Bruno Massot        | [ 36 ] |
| 2010                                                         | Marsylia             | Vanessa James / Yannick Bonheur               | Adeline Canac / Maximin Coia                  | Mélodie Chataigner / Medhi Bouzzine   | [ 37 ] |
| 2011                                                         | Tours                | Adeline Canac / Yannick Bonheur               | Mélodie Chataigner / Medhi Bouzzine           | Anne-Laure Letscher / Bruno Massot    | [ 38 ] |
| 2012                                                         | Dammarie-les-Lys     | Darja Popowa / Bruno Massot                   | Vanessa James / Morgan Ciprès                 | Anne-Laure Letscher / Artiom Patłasow |        |
| 2013                                                         | Strasburg            | Vanessa James / Morgan Ciprès                 | Darja Popowa / Bruno Massot                   | Brak zawodników                       | [ 39 ] |
| 2014                                                         | Vaujany              | Vanessa James / Morgan Ciprès                 | Brak zawodników                               | Brak zawodników                       | [ 40 ] |
| 2015                                                         | Megève               | Vanessa James / Morgan Ciprès                 | Darja Popowa / Andrej Nowosiołow              | Brak zawodników                       | [ 41 ] |
| 2016                                                         | Épinal               | Vanessa James / Morgan Ciprès                 | Camille Mendoza / Pawieł Kowalew              | Brak zawodników                       | [ 42 ] |
| 2017                                                         | Caen                 | Vanessa James / Morgan Ciprès                 | Lola Esbrat / Andrej Nowosiołow               | Camille Mendoza / Pawieł Kowalew      | [ 43 ] |
| 2018                                                         | Nantes               | Lola Esbrat / Andrej Nowosiołow               | Cléo Hamon / Denys Strekalin                  | Coline Keriven / Noel Antoine Pierre  | [ 44 ] |
| 2019                                                         | Vaujany              | Vanessa James / Morgan Ciprès                 | Cléo Hamon / Denys Strekalin                  | Camille Mendoza / Pawieł Kowalew      | [ 45 ] |
| 2020                                                         | Dunkierka            | Cléo Hamon / Denys Strekalin                  | Camille Mendoza / Pawieł Kowalew              | Coline Keriven / Noel Antoine Pierre  | [ 46 ] |
| 2021                                                         | Vaujany              | Cléo Hamon / Denys Strekalin                  | Coline Keriven / Noel Antoine Pierre          | Brak zawodników                       | [ 47 ] |

### Pary taneczne
| Rok                                          | Miejsce              | Złoto                                      | Srebro                                       | Brąz                                        | Źr.    |
| -------------------------------------------- | -------------------- | ------------------------------------------ | -------------------------------------------- | ------------------------------------------- | ------ |
| 1948                                         | Paryż                | Jacqueline Meudec / Henri Meudec           | Genevieve Chamby / Jacques Potin             | Micheline Mercier / Jean Streicher          |        |
| Konkurencji nie rozegrano w latach 1959–1952 |                      |                                            |                                              |                                             |        |
| 1953                                         | Paryż                | Claude-Gisele Weinstein / Claude Lambert   | Christiane Duvois / Jean Paul Guhel          | Fanny Besson / Andre Dauger                 |        |
| 1954                                         | Paryż                | Fanny Besson / Jean Paul Guhel             | Claude-Gisele Weinstein / Claude Lambert     | NO                                          |        |
| 1955                                         | Lyon                 | Fanny Besson / Jean Paul Guhel             | Claude-Gisele Weinstein / Claude Lambert     | NO                                          |        |
| 1956                                         | Paryż                | Fanny Besson / Jean Paul Guhel             | Christiane Elien / Claude Lambert            | Claude Lizieux / Jacques Mer                |        |
| 1957                                         | Boulogne-Billancourt | Fanny Besson / Jean Paul Guhel             | Christiane Elien / Claude Lambert            | Annick de Trentinian / Jacques Mer          |        |
| 1958                                         | Boulogne-Billancourt | Christiane Guhel / Jean Paul Guhel         | Annick de Trentinian / Philippe Aumond       | Bernadette Montlahuc / Dominique Duchesne   |        |
| 1959                                         | Boulogne-Billancourt | Christiane Guhel / Jean Paul Guhel         | Annick de Trentinian / Philippe Aumond       | Armelle Flichy / Pierre Brun                |        |
| 1960                                         | Boulogne-Billancourt | Christiane Guhel / Jean Paul Guhel         | Armelle Flichy / Pierre Brun                 | Annick de Trentinian / Jacques Mer          |        |
| 1961                                         | Boulogne-Billancourt | Christiane Guhel / Jean Paul Guhel         | Armelle Flichy / Pierre Brun                 | Michele Raisin / Jean-Claude Berthy         |        |
| 1962                                         | Boulogne-Billancourt | Christiane Guhel / Jean Paul Guhel         | Armelle Flichy / Pierre Brun                 | Ghislaine Houdas / Francis Gamichon         |        |
| 1963                                         | Boulogne-Billancourt | Armelle Flichy / Pierre Brun               | Ghislaine Bertrand-Houdas / Francis Gamichon | Brigitte Marti / Daniel Georget             |        |
| 1964                                         | Boulogne-Billancourt | Ghislaine Bertrand-Houdas / Pierre Brun    | Brigitte Martin / Francis Gamichon           | NO                                          |        |
| 1965                                         | Boulogne-Billancourt | Brigitte Martin / Francis Gamichon         | Elyane Morand / Daniel Georget               | NO                                          |        |
| 1966                                         | Boulogne-Billancourt | Brigitte Martin / Francis Gamichon         | NO                                           | NO                                          |        |
| 1967                                         | Boulogne-Billancourt | Brigitte Martin / Francis Gamichon         | Pascale Aynes / Pascal Germe                 | Elisabeth Bugiel / Michel Bouttier          |        |
| 1968                                         | Lyon                 | Claude Couste / Jean-Pierre Noullet        | Mireille Klausner / Jean-Louis Schilz        | Pascale Aynes / Pascal Germe                |        |
| 1969                                         | Boulogne-Billancourt | Eliane Vachon-France / Jean-Pierre Noullet | Anne-Claude Wolfers / Roland Mars            | Elisabeth Bugiel / Michel Bouttier          |        |
| 1970                                         | Lyon                 | Elisabeth Bugiel / Michel Bouttier         | Anne-Claude Wolfers / Roland Mars            | Brigitte Ydrault / Pascal Germe             |        |
| 1971                                         | Boulogne-Billancourt | Anne-Claude Wolfers / Roland Mars          | Elisabeth Bugiel / Michel Bouttier           | Brigitte Ydrault / Pascal Germe             |        |
| 1972                                         | Reims                | Anne-Claude Wolfers / Roland Mars          | Martine Coqblin / Pascal Germe               | Muriel Boucher / Yves Malatier              |        |
| 1973                                         | Asnières             | Anne-Claude Wolfers / Roland Mars          | Claude Couste / Eric Couste                  | Muriel Boucher / Yves Malatier              |        |
| 1974                                         | Viry-Châtillon       | Muriel Boucher / Yves Malatier             | Frederique Ramlot / Dominique Laurent        | Marie-Joelle Michel / Frederic Garcin       |        |
| 1975                                         | Tulon                | Marie-Joelle Michel / Frederic Garcin      | Muriel Boucher / Yves Malatier               | Frederique Ramlot / Dominique Laurent       |        |
| 1976                                         | Rouen                | Marie-Joelle Michel / Frederic Garcin      | Muriel Boucher / Yves Malatier               | Martine Olivier / Yves Tarayre              |        |
| 1977                                         | Tours                | Muriel Boucher / Yves Malatier             | Martine Olivier / Yves Tarayre               | Catherine Nicod / Roland Teyssot            |        |
| 1978                                         | Belfort              | Muriel Boucher / Yves Malatier             | Martine Olivier / Yves Tarayre               | Catherine Le Bail / Pierre Béchu            |        |
| 1979                                         | Belfort              | Martine Olivier / Yves Tarayre             | Nathalie Hervé / Pierre Béchu                | Isabelle Couquart / Philippe Boissier       |        |
| 1980                                         | Dijon                | Nathalie Hervé / Pierre Béchu              | Geraldine Inghelaere / Yves Tarayre          | Martine Olivier / Philippe Boissier         |        |
| 1981                                         | Tulon                | Nathalie Hervé / Pierre Béchu              | Martine Olivier / Philippe Boissier          | Pascale Wlachet / Eric Le Mercier           |        |
| 1982                                         | Arcachon             | Nathalie Hervé / Pierre Béchu              | Martine Olivier / Philippe Boissier          | Sophie Schmidt / Eric Desplats              |        |
| 1983                                         | Épinal               | Nathalie Hervé / Pierre Béchu              | Martine Olivier / Philippe Boissier          | Guillemette Ferial / Eric Chamoin           |        |
| 1984                                         | Tuluza               | Nathalie Hervé / Pierre Béchu              | Sophie Mérigot / Philippe Berthe             | Martine Olivier / Philippe Boissier         |        |
| 1985                                         | Angers               | Sophie Mérigot / Philippe Berthe           | Martine Olivier / Philippe Boissier          | Isabelle Cousin / Martial Mette             |        |
| 1986                                         | Lyon                 | Isabelle Duchesnay / Paul Duchesnay        | Isabelle Cousin / Martial Mette              | Agnes Mommeja / Eric Mommeja                |        |
| 1987                                         | Dijon                | Isabelle Duchesnay / Paul Duchesnay        | Corinne Paliard / Didier Courtois            | Dominique Yvon / Frédéric Palluel           |        |
| 1988                                         | Lyon                 | Corinne Paliard / Didier Courtois          | Dominique Yvon / Frédéric Palluel            | Sophie Moniotte / Pascal Lavanchy           |        |
| 1989                                         | Limoges              | Dominique Yvon / Frédéric Palluel          | Sophie Moniotte / Pascal Lavanchy            | Christelle Gautier / Alberick Dallongeville |        |
| 1990                                         | Bordeaux             | Isabelle Duchesnay / Paul Duchesnay        | Dominique Yvon / Frédéric Palluel            | Isabelle Sarech / Xavier Debernis           |        |
| 1991                                         | Dijon                | Isabelle Duchesnay / Paul Duchesnay        | Sophie Moniotte / Pascal Lavanchy            | Isabelle Sarech / Xavier Debernis           |        |
| 1992                                         | Bordeaux             | Dominique Yvon / Frédéric Palluel          | Sophie Moniotte / Pascal Lavanchy            | Marina Morel / Gwendal Peizerat             |        |
| 1993                                         | La Roche-sur-Yon     | Sophie Moniotte / Pascal Lavanchy          | Marina Morel / Gwendal Peizerat              | Irina Le Bed / Alexandre Piton              |        |
| 1994                                         | Athis-Mons           | Sophie Moniotte / Pascal Lavanchy          | Marina Anissina / Gwendal Peizerat           | Berangere Nau / Luc Moneger                 |        |
| 1995                                         | Besançon             | Sophie Moniotte / Pascal Lavanchy          | Marina Anissina / Gwendal Peizerat           | Barbara Piton / Alexandre Piton             |        |
| 1996                                         | Lyon                 | Marina Anissina / Gwendal Peizerat         | Barbara Piton / Alexandre Piton              | Agnes Jacquemard / Alexis Gayet             |        |
| 1997                                         | Bordeaux             | Marina Anissina / Gwendal Peizerat         | Sophie Moniotte / Pascal Lavanchy            | Barbara Piton / Alexandre Piton             |        |
| 1998                                         | Briançon             | Marina Anissina / Gwendal Peizerat         | Sophie Moniotte / Pascal Lavanchy            | Dominique Deniaud / Martial Jaffredo        |        |
| 1999                                         | Lyon                 | Marina Anissina / Gwendal Peizerat         | Dominique Deniaud / Martial Jaffredo         | Isabelle Delobel / Olivier Schoenfelder     |        |
| 2000                                         | Courchevel           | Marina Anissina / Gwendal Peizerat         | Isabelle Delobel / Olivier Schoenfelder      | Alia Ouabdelsselam / Benjamin Delmas        |        |
| 2001                                         | Briançon             | Marina Anissina / Gwendal Peizerat         | Isabelle Delobel / Olivier Schoenfelder      | Alia Ouabdelsselam / Benjamin Delmas        |        |
| 2002                                         | Grenoble             | Alia Ouabdelsselam / Benjamin Delmas       | Roxane Petetin / Matthieu Jost               | Caroline Truong / Sylvain Longchambon       |        |
| 2003                                         | Asnières-sur-Seine   | Isabelle Delobel / Olivier Schoenfelder    | Roxane Petetin / Matthieu Jost               | Nathalie Péchalat / Fabian Bourzat          |        |
| 2004                                         | Briançon             | Isabelle Delobel / Olivier Schoenfelder    | Roxane Petetin / Matthieu Jost               | Nathalie Péchalat / Fabian Bourzat          |        |
| 2005                                         | Rennes               | Isabelle Delobel / Olivier Schoenfelder    | Nathalie Péchalat / Fabian Bourzat           | Eve Bentley / Cedric Pernet                 |        |
| 2006                                         | Besançon             | Isabelle Delobel / Olivier Schoenfelder    | Nathalie Péchalat / Fabian Bourzat           | Pernelle Carron / Matthieu Jost             | [ 48 ] |
| 2007                                         | Orléans              | Isabelle Delobel / Olivier Schoenfelder    | Nathalie Péchalat / Fabian Bourzat           | Pernelle Carron / Matthieu Jost             | [ 49 ] |
| 2008                                         | Megève               | Isabelle Delobel / Olivier Schoenfelder    | Pernelle Carron / Matthieu Jost              | Zoé Blanc / Pierre-Loup Bouquet             | [ 50 ] |
| 2009                                         | Colmar               | Isabelle Delobel / Olivier Schoenfelder    | Pernelle Carron / Matthieu Jost              | Terra Findlay / Benoît Richaud              | [ 51 ] |
| 2010                                         | Marsylia             | Pernelle Carron / Lloyd Jones              | Zoé Blanc / Pierre-Loup Bouquet              | Olga Orłowa / Matthieu Jost                 | [ 52 ] |
| 2011                                         | Tours                | Nathalie Péchalat / Fabian Bourzat         | Pernelle Carron / Lloyd Jones                | Zoé Blanc / Pierre-Loup Bouquet             | [ 53 ] |
| 2012                                         | Dammarie-les-Lys     | Nathalie Péchalat / Fabian Bourzat         | Pernelle Carron / Lloyd Jones                | Tiffany Zahorski / Alexis Miart             |        |
| 2013                                         | Strasburg            | Nathalie Péchalat / Fabian Bourzat         | Pernelle Carron / Lloyd Jones                | Sarah Robert-Sifaoui / Ołeksandr Lubczenko  | [ 54 ] |
| 2014                                         | Vaujany              | Nathalie Péchalat / Fabian Bourzat         | Gabriella Papadakis / Guillaume Cizeron      | Anastasija Woronkowa / Jérémie Flemin       | [ 55 ] |
| 2015                                         | Megève               | Gabriella Papadakis / Guillaume Cizeron    | Marie-Jade Lauriault / Romain Le Gac         | Péroline Ojardias / Michael Bramante        | [ 56 ] |
| 2016                                         | Épinal               | Gabriella Papadakis / Guillaume Cizeron    | Lorenza Alessandrini / Pierre Souquet        | Péroline Ojardias / Michael Bramante        | [ 57 ] |
| 2017                                         | Caen                 | Gabriella Papadakis / Guillaume Cizeron    | Marie-Jade Lauriault / Romain Le Gac         | Lorenza Alessandrini / Pierre Souquet       | [ 58 ] |
| 2018                                         | Nantes               | Gabriella Papadakis / Guillaume Cizeron    | Marie-Jade Lauriault / Romain Le Gac         | Angélique Abachkina / Louis Thauron         | [ 59 ] |
| 2019                                         | Vaujany              | Gabriella Papadakis / Guillaume Cizeron    | Marie-Jade Lauriault / Romain Le Gac         | Adelina Galyavieva / Louis Thauron          | [ 60 ] |
| 2020                                         | Dunkierka            | Gabriella Papadakis / Guillaume Cizeron    | Adelina Galyavieva / Louis Thauron           | Jewgienija Łopariowa / Geoffrey Brissaud    | [ 61 ] |
| 2021                                         | Vaujany              | Adelina Galyavieva / Louis Thauron         | Jewgienija Łopariowa / Geoffrey Brissaud     | Brak zawodników                             | [ 62 ] |